# Il risolutore
(Memo Lucero)
Il risolutore (A Man Apart) è un film del 2003 diretto da F. Gary Gray, con Vin Diesel.

## Trama
I due soci Sean Vetter e Demetrius Hicks sono agenti della DEA. La loro attuale missione è quella di combattere il traffico di droga passante per il confine messicano. Dopo aver catturato il capo del cartello, Memo Lucero, Vetter può riservare le sue attenzioni alla moglie Stacy. Il cartello, ormai senza guida, diventa l'obiettivo di Diablo che, divenuto la nuova preda per la coppia di agenti, uccide Stacy, azione che scatenerà la furia vendicativa di Vetter..

## Produzione
Prodotto dalle società "DIA" Productions GmbH & Co. KG, Joseph Nittolo Entertainment, New Line Cinema e Newman/Tooley Films.

## Distribuzione

### Data di uscita
Il film venne distribuito in varie nazioni, fra cui:
- Stati Uniti d'America, A Man Apart 4 aprile 2003
- Canada 4 aprile 2003
- Inghilterra 4 aprile 2003
- Francia, Un homme à part 28 maggio 2003
- Portogallo, Um Homem à Parte 30 maggio 2003
- Israele, (מלה של גבר) Mila Shel Gever 4 giugno 2003
- Egitto 11 giugno 2003
- Australia 12 giugno 2003
- Grecia, O timoros 27 giugno 2003
- Italia, Il risolutore 11 luglio 2003
- Norvegia 11 luglio 2003
- Russia, Одиночка 17 luglio 2003
- Repubblica Ceca 24 luglio 2003
- Ungheria, Túl mindenen 7 agosto 2003
- Svezia 15 agosto 2003
- Argentina, Un hombre diferente 21 agosto 2003
- Brasile, O Vingador 22 agosto 2003
- Germania, Extreme Rage 28 agosto 2003
- Austria, Extreme Rage 29 agosto 2003
- Spagna, Un hombre solo 12 settembre 2003
- Giappone, Bull Dog 15 novembre 2003
- Danimarca, Payback Time 16 dicembre 2003

## Accoglienza

### Critica
Film realizzato con cura, penalizzato da una sceneggiatura che non rientra fra le migliori per il tema trattato.